# Interferon beta-1b
Interferon beta-1b là một cytokine trong họ interferon được sử dụng để điều trị các dạng tái phát tái phát và tiến triển thứ phát của bệnh đa xơ cứng (MS). Nó được phê duyệt để sử dụng sau sự kiện MS đầu tiên. Liên quan chặt chẽ là interferon beta 1a, cũng được chỉ định cho MS, với hồ sơ thuốc rất giống nhau.

## Cơ chế hoạt động
Interferon beta cân bằng sự biểu hiện của các tác nhân chống viêm trong não và làm giảm số lượng tế bào viêm vượt qua hàng rào máu não. Nhìn chung, điều trị bằng beta interferon dẫn đến giảm viêm tế bào thần kinh.  Hơn nữa, nó cũng được cho là làm tăng sản xuất yếu tố tăng trưởng thần kinh và do đó cải thiện sự tồn tại của tế bào thần kinh.

## Tác dụng phụ

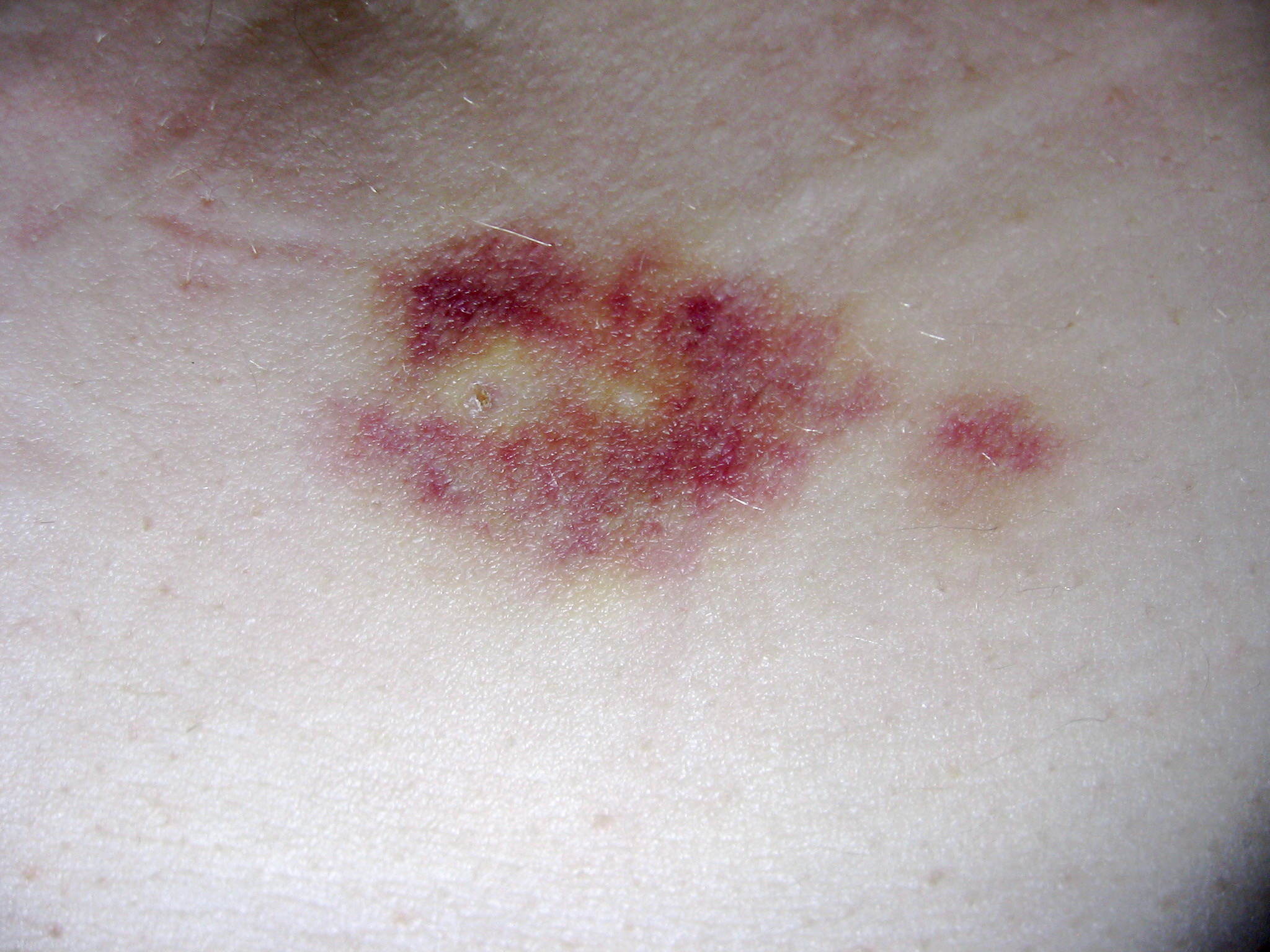
Thuốc tiêm có thể gây kích ứng hoặc bầm tím tại chỗ tiêm. Vết bầm được mô tả được tạo ra bởi một mũi tiêm dưới da.

Interferon beta-1b chỉ có sẵn ở dạng tiêm, và có thể gây ra phản ứng da tại vị trí tiêm có thể bao gồm hoại tử da. Phản ứng da khác nhau rất nhiều trong trình bày lâm sàng của họ. Chúng thường xuất hiện trong tháng đầu tiên điều trị mặc dù mức độ thường xuyên và tầm quan trọng của chúng giảm dần sau sáu tháng điều trị.  Phản ứng da phổ biến hơn ở phụ nữ.  Phản ứng da nhẹ thường không cản trở điều trị trong khi hoại tử xuất hiện ở khoảng 5% bệnh nhân và dẫn đến ngừng điều trị.  Cũng theo thời gian, một vết lõm có thể nhìn thấy tại vị trí tiêm do sự phá hủy các mô mỡ cục bộ, được gọi là teo mỡ, có thể phát triển.
Interferon, một phân nhóm của cytokine, được sản xuất trong cơ thể trong các bệnh như cúm để giúp chống lại nhiễm trùng. Họ chịu trách nhiệm cho nhiều triệu chứng nhiễm cúm, bao gồm sốt, đau cơ, mệt mỏi và đau đầu. Nhiều bệnh nhân báo cáo các triệu chứng giống như cúm hàng giờ sau khi dùng beta interferon thường cải thiện trong vòng 24 giờ, là các triệu chứng như vậy liên quan đến sự gia tăng tạm thời của cytokine. Phản ứng này có xu hướng biến mất sau 3 tháng điều trị và các triệu chứng của nó có thể được điều trị bằng các thuốc chống viêm không steroid không kê đơn, chẳng hạn như ibuprofen, làm giảm sốt và đau.  Một tác dụng thứ cấp thoáng qua khác với interferon-beta là sự suy giảm chức năng của các triệu chứng đã có của bệnh.  Tình trạng xấu đi tương tự như bệnh nhân được tạo ra ở bệnh nhân MS do nóng, sốt hoặc căng thẳng (hiện tượng Uhthoff), thường xuất hiện trong vòng 24 giờ điều trị, phổ biến hơn trong những tháng đầu điều trị và có thể kéo dài vài ngày.  Một triệu chứng đặc biệt nhạy cảm với tình trạng xấu đi là co cứng.  Interferon-beta cũng có thể làm giảm số lượng tế bào bạch cầu (giảm bạch cầu), tế bào lympho (giảm bạch cầu) và bạch cầu trung tính (giảm bạch cầu trung tính), cũng như ảnh hưởng đến chức năng gan.  Trong hầu hết các trường hợp, những tác dụng này không nguy hiểm và có thể hồi phục sau khi ngừng hoặc giảm điều trị.  Tuy nhiên, khuyến cáo là tất cả bệnh nhân nên được theo dõi thông qua các phân tích máu trong phòng thí nghiệm, bao gồm các xét nghiệm chức năng gan, để đảm bảo sử dụng interferon an toàn.
Các phản ứng tại chỗ tiêm có thể được giảm thiểu bằng cách xoay các vị trí tiêm hoặc sử dụng một trong những loại thuốc cần tiêm ít thường xuyên hơn. Các tác dụng phụ thường rất khó chịu khi nhiều bệnh nhân cuối cùng đã ngừng sử dụng Interferon (hoặc glatiramer axetat, một liệu pháp điều chỉnh bệnh tương đương cần tiêm thường xuyên).

## Hiệu quả

### Hội chứng cô lập lâm sàng
Biểu hiện lâm sàng sớm nhất của bệnh đa xơ cứng tái phát là hội chứng cô lập lâm sàng (CIS), nghĩa là một cuộc tấn công duy nhất của một triệu chứng. Trong một CIS, có một cuộc tấn công bán cấp gợi ý khử demin nhưng bệnh nhân không đáp ứng các tiêu chí chẩn đoán bệnh đa xơ cứng. Điều trị bằng interferon sau một cuộc tấn công ban đầu làm giảm nguy cơ phát triển MS xác định lâm sàng.

### MS tái phát
Các loại thuốc có hiệu quả khiêm tốn trong việc giảm số lần tấn công trong tái phát nhiều lần xơ cứng và giảm tích lũy các tổn thương não, được đo bằng cách sử dụng hình ảnh cộng hưởng từ tăng cường gadolinium (MRI). Interferon làm giảm tái phát khoảng 30% và hồ sơ an toàn của họ làm cho họ trở thành phương pháp điều trị đầu tay.  Tuy nhiên, không phải tất cả các bệnh nhân đều đáp ứng với các liệu pháp này. Được biết, 30% bệnh nhân MS không đáp ứng với Beta interferon. Chúng có thể được phân loại trong các đáp ứng di truyền, dược lý và mầm bệnh.  Một trong những yếu tố liên quan đến việc không đáp ứng là sự hiện diện của các kháng thể trung hòa beta interferon cao. Liệu pháp interferon và đặc biệt là interferon beta-1b, gây ra việc sản xuất kháng thể trung hòa, thường trong 6 tháng điều trị thứ hai, ở 5 đến 30% bệnh nhân được điều trị.  Hơn nữa, một tập hợp con của bệnh nhân RRMS có MS hoạt động đặc biệt, đôi khi được gọi là "MS xấu đi nhanh chóng" thường không đáp ứng với interferon beta-1b.
Mặc dù cần nhiều nghiên cứu hơn về tác dụng lâu dài của thuốc,  một số dữ liệu về tác dụng của interferon chỉ ra rằng liệu pháp dài hạn được bắt đầu sớm là an toàn và nó có liên quan đến kết quả tốt hơn. Nhiều dữ liệu gần đây cho thấy rằng interferon betas không đẩy nhanh khuyết tật.
Interferon-β làm trầm trọng thêm bệnh viêm qua trung gian Th17.

## Công thức thương mại
Betaferon/Betaseron được đưa ra thị trường ngày hôm nay bởi Bayer Pharma. Người khởi xướng là Schering AG (Berlex ở Bắc Mỹ), hiện là một phần của Bayer Pharms. Novartis cũng đã giới thiệu Extavia, một thương hiệu mới của interferon beta-1b, vào năm 2009.